# Abbaye de Vaals
L'abbaye de Vaals ou abbaye de Sint-Benedictusberg (littéralement : abbaye du Mont-Saint-Benoît) est une abbaye bénédictine néerlandaise située près de Vaals. Elle appartient depuis 1951 à la congrégation de Solesmes au sein de la confédération bénédictine.

## Histoire
Le Kulturkampf de Bismarck ayant interdit aux congrégations d'accepter des novices dans un premier temps et ayant expulsé de Prusse tous les ordres catholiques (sauf les hospitaliers) dans un deuxième temps, les Bénédictins furent contraints à l'exil. 
Ainsi, une partie des moines de l'abbaye d'Affligem en Belgique était d'origine allemande. Ils partirent fonder leur propre monastère en 1893 aux Pays-Bas, l'abbaye Saint-Clément de Merkelbeek, dans le sud du Limbourg, première fondation bénédictine permise depuis la Réforme protestante aux Pays-Bas. Ces moines allemands fondèrent ensuite l'abbaye de Kornelimünster, près d'Aix-la-Chapelle en 1906 et celle de Siegburg en 1914. Elles font partie, comme alors Merkelbeek, de la pro-province allemande de la congrégation de Subiaco. 
L'abbaye connaît à partir de 1914 de graves difficultés à cause de la guerre, une grande partie des moines étant obligée de partir sous les drapeaux, dont certains ne reviennent pas. À l'issue de la guerre, il est décidé de quitter Merkelbeek pour se rapprocher de la frontière allemande à Mamelis dans un domaine agricole. La nouvelle abbaye, baptisée Sint-Benedictusberg (Mont-Saint-Benoît), est construite à partir de 1922, quadrilatère entourée de tours aux angles. Mais la crise économique et financière interrompt les travaux, en particulier de l'abbatiale. Dom Romuald Walters affilie en 1927 l'abbaye à la congrégation de Beuron, particulièrement dynamique à l'époque, aussi bien dans la recherche théologique que le renouveau liturgique et grégorien, et aussi grâce à de nouvelles fondations et à sa prospérité.
Tout est remis en question en 1939, lorsque la guerre éclate et que les moines allemands sont appelés à combattre. Ceux qui restent maintiennent leur neutralité dans un pays bientôt occupé. Après la libération du royaume des Pays-Bas en septembre 1944, les moines allemands sont internés puis expulsés en Allemagne. Les bâtiments sont occupés par l'armée américaine, puis pour les rapatriés d'Indonésie. Un seul moine néerlandais avait eu la permission de demeurer dans les murs de Benedictusberg. Il empêcha le pillage et la destruction totale des archives, mais la plupart de celles-ci disparaissent.  
Le diocèse commence alors fin 1947 des négociations pour rapprocher l'abbaye vide de l'abbaye Saint-Paul d'Oosterhout (Brabant-Septentrional) qui faisait alors partie de la congrégation de Solesmes, afin de reprendre les murs. C'est chose faite avec treize moines d'Oosterhout arrivés en novembre 1951.
L'église est enfin construite, elle est bénite en 1962. Sint-Benedictusberg est érigée en abbaye en 1964.
Les offices sont en latin et le chant grégorien à l'honneur. Elle est devenue, pour les Pays-Bas, une communauté bénédictine masculine à nouveau en expansion, après la diminution brutale des communautés bénédictines néerlandaise issues d'autres congrégations.

## Abbés de Vaals
- Dom Nicolas de Wolf (1964-1996)
- Dom Adrianus Lenglet (1996-